# عقدة الإله

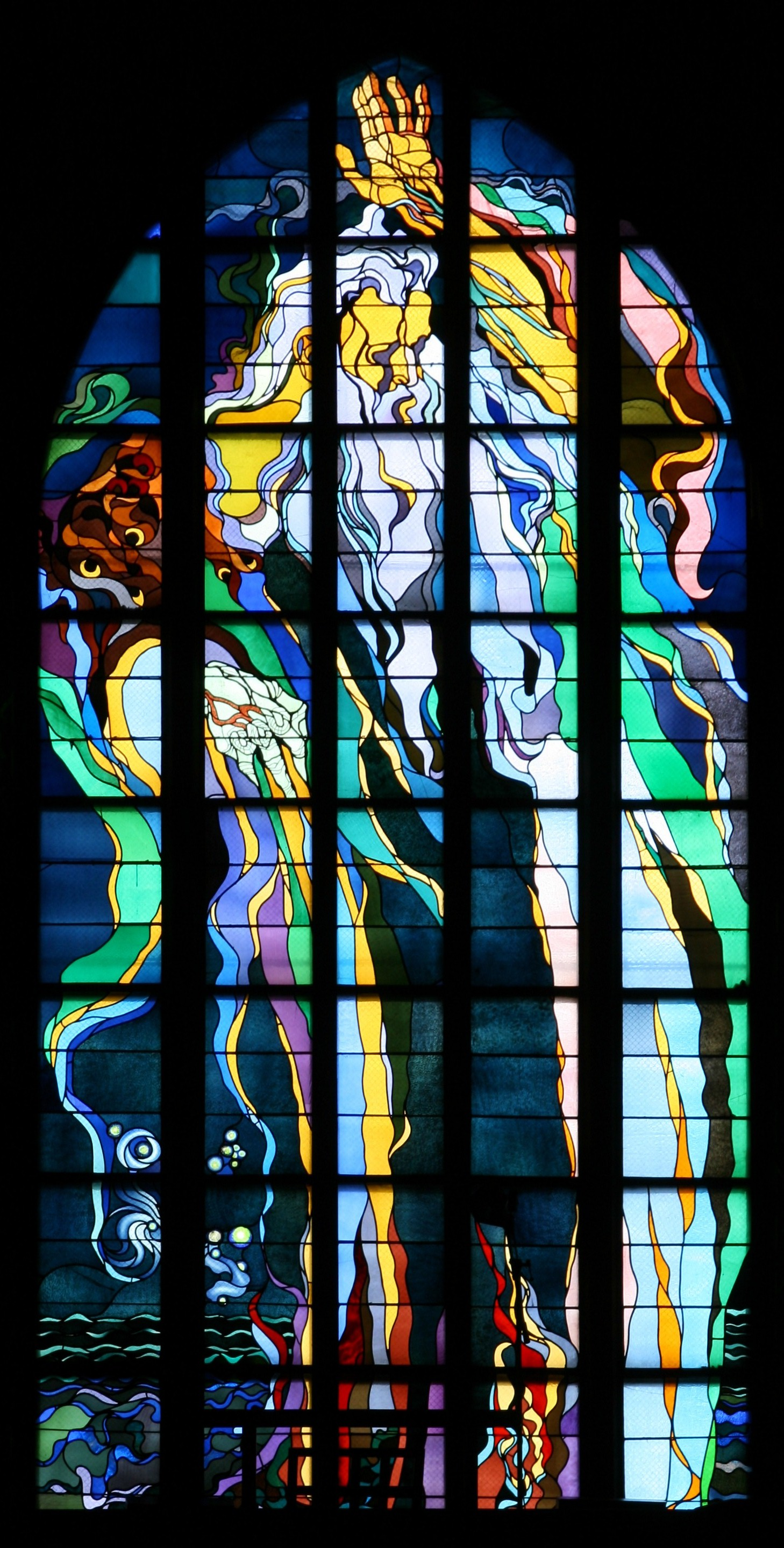

عقدة الإله اعتقاد راسخ يتصف بشعور متضخم حول القدرات الشخصية،الإمتياز، النجاح المؤكد والعصمة.

## الوصف
قد يرفض الشخص المصاب بعقدة الإله الاعتراف باحتمال كونه على خطأ، أو بفشله، حتى عند مجابهته بالدليل القاطع غير القابل للشك، أو بعجزه أمام مُعضلة عسيرة، أو مهمة مُستحيلة، أو ربما يعتبر رأيه الشخصي محق بلا جِدال رُبما يَستخِّف الشخص بالقواعِد الاجتماعية ويطلب اعتبارات أو امتيازات خاصة بِه.
عقدة الإله ليس مصطلحاً طِبي أو اعتلال قابل للتشخيص، ولا تظهر لها قِيم في الإحصاءات المرضية للإضطرابات العقلية. 

وكان أول من استخدم اسم عقدة الإله هو ايرنست جونز. وقد وصف العقدة، على أقل تقدير ضِمن سياق مقال له مجلة Applied Psycho-Analysis، بأنها إيمان الشخص بأنه إله.

## وصلات خارجية
- الطبيب النفسي وعقدة الإله
- هل عانى كاليجولا Caligula من عقدة إله